# Ignatas Konovalovas
Ignatas Konovalovas (ur. 8 grudnia 1985 w Poniewieżu) – litewski kolarz szosowy.
Jest specjalistą w jeździe indywidualnej na czas, największym sukcesem zawodnika jest etapowe zwycięstwo w Giro d’Italia oraz dziewięciokrotne mistrzostwo Litwy.

## Najważniejsze osiągnięcia
2005
- 3. miejsce w mistrzostwach Litwy (jazda ind. na czas)

2006
- 1. miejsce w mistrzostwach Litwy (jazda ind. na czas)
- 2. miejsce w mistrzostwach Litwy (start wspólny)

2007
- 2. miejsce w mistrzostwach Litwy (jazda ind. na czas)
- 2. miejsce w mistrzostwach Litwy (start wspólny)

2008
- 1. miejsce na 2. etapie Tour de Luxembourg
- 1. miejsce w mistrzostwach Litwy (jazda ind. na czas)

2009
- 1. miejsce w Giro del Mendrisiotto
- 1. miejsce na 21. etapie Giro d’Italia
- 1. miejsce w mistrzostwach Litwy (jazda ind. na czas)
- 9. miejsce w mistrzostwach świata (jazda ind. na czas)

2010
- 1. miejsce w mistrzostwach Litwy (jazda ind. na czas)

2012
- 2. miejsce w mistrzostwach Litwy (jazda ind. na czas)

2013
- 1. miejsce w mistrzostwach Litwy (jazda ind. na czas)
- 2. miejsce w mistrzostwach Litwy (start wspólny)

2014
- 2. miejsce w mistrzostwach Litwy (jazda ind. na czas)
- 3. miejsce w mistrzostwach Litwy (start wspólny)

2015
- 3. miejsce w Circuit des Ardennes
- 1. miejsce w Quatre Jours de Dunkerque
- 2. miejsce w Velothon Wales
- 3. miejsce w mistrzostwach Litwy (jazda ind. na czas)

2016
- 1. miejsce w mistrzostwach Litwy (jazda ind. na czas)

2017
- 1. miejsce na 5. etapie Quatre Jours de Dunkerque
- 1. miejsce w mistrzostwach Litwy (jazda ind. na czas)
- 1. miejsce w mistrzostwach Litwy (start wspólny)

2018
- 2. miejsce w Tour du Doubs

2021
- 1. miejsce w mistrzostwach Litwy (start wspólny)

2022
- 3. miejsce w mistrzostwach Litwy (start wspólny)

2023
- 3. miejsce w mistrzostwach Litwy (start wspólny)

## Rankingi
| Rok                | 2005  | 2006 | 2007 | 2008 | 2009 | 2010 | 2011 | 2012 | 2013 | 2014 | 2015 | 2016 | 2017 | 2018 | 2019  | 2020  | 2021 | 2022 | 2023  |
| ------------------ | ----- | ---- | ---- | ---- | ---- | ---- | ---- | ---- | ---- | ---- | ---- | ---- | ---- | ---- | ----- | ----- | ---- | ---- | ----- |
| UCI World Calendar |       |      |      |      | 142. | 224. |      |      |      |      |      |      |      |      |       |       |      |      |       |
| UCI World Tour     |       |      |      |      |      |      | -    | -    |      |      |      | -    | 287. | -    |       |       |      |      |       |
| World Ranking      |       |      |      |      |      |      |      |      |      |      |      | 757. | 294. | 845. | 3265. | 1967. | 540. | 866. | 1313. |
| UCI Europe Tour    | 1282. | 172. | 192. |      | 206. | 456. |      |      | 368. | 306. | 31.  | 566. | 170. | 510. | 1987. | 1436. | 434. | 648. | -     |
| UCI Oceania Tour   | -     | -    | -    |      | -    | 61.  |      |      | -    | -    | -    | -    | -    | -    |       |       |      |      |       |
|                    |       |      |      |      |      |      |      |      |      |      |      |      |      |      |       |       |      |      |       |
| Źródło: UCI        |       |      |      |      |      |      |      |      |      |      |      |      |      |      |       |       |      |      |       |